# Doctorat ès lettres (France)
Le doctorat ès lettres était un grade universitaire de troisième cycle délivré par les universités en France. C'était le doctorat le plus élevé existant entre 1808 et 1984 dans les disciplines relevant des langues, des lettres et des sciences humaines. Couramment appelé doctorat d’État, il était distinct du et supérieur au doctorat de troisième cycle.   
Officiellement remplacé par le doctorat « nouveau régime », il n'est plus délivré depuis 1984, bien que certaines universités emploient encore le titre de docteur ès lettres pour leurs diplômés. L'habilitation à diriger des recherches a repris certaines fonctions du doctorat ès lettres.  

## Évolution
Créé sous le Premier Empire, par la loi du 10 mai 1806 et surtout le décret du 17 mars 1808, le doctorat ès lettres marque le début de la refondation du système universitaire français. Jusque là, le doctorat était réservé aux facultés de médecine, de droit et de théologie.
Le tout premier doctorat ès lettres est soutenu par Pierre Fontanier à Besançon en 1810.
Pour être candidat au doctorat, il faut être titulaire du baccalauréat et d'une licence. Les attendus du doctorat ès lettres évoluent progressivement au cours du XIXe siècle. Au début, il est surtout demandé au candidat de faire la preuve de ses capacités oratoires et de sa maîtrise d'un ensemble de savoirs canoniques. Les thèses elles-mêmes sont assez courtes et visent essentiellement à annoncer les positions qui seront défendues lors de la soutenance. Le statut de la faculté des lettres et sciences du 16 février 1810 précise que les candidats doivent soutenir deux thèses distinctes : la première en français consacrée à la « littérature ancienne et moderne », la deuxième en latin traitant de « philosophie ». Cette double soutenance reste obligatoire jusqu'en 1903. 
Sous l'Empire et la Restauration, le système dit de la « collation » permet d'accorder d'office le doctorat ès lettres aux personnes qui occupent dans les faits les fonctions auxquelles ce diplôme donne accès. Ce système est supprimé en 1831.
Peu à peu le doctorat ès lettres tend à certifier la capacité à produire des savoirs nouveaux et à permettre l'accès au corps universitaire. Cette évolution se traduit en partie par l'inflation du nombre de pages des thèses à partir des années 1830 et jusqu'à la fin du siècle. Le 17 juillet 1840, sous la monarchie de Juillet, un arrêté du Conseil royal supprime les contraintes relatives aux disciplines sur lesquelles peuvent porter les thèses. Ce cadre resta en place sous le Second Empire et les débuts de la Troisième République. Un véritable marché éditorial des thèses voit alors le jour et prend de l'ampleur dans la seconde partie du XIXe siècle, avec une forte multiplication du nombre d'imprimeurs. 
À partir de 1897 et la création d'un « doctorat d'université », pouvant être obtenu sans diplômes préalable, le doctorat ès lettres peut être décerné comme un titre honorifique, avec la mention honoris causa.